# Lindsay Wilson
Lindsay Edward "Lew" Wilson (født 15. oktober 1948 i Methven, New Zealand) er en newzealandsk tidligere roer og olympisk guldvinder.
Wilson vandt en guldmedalje ved OL 1972 i München, som del af den newzealandske otter, der desuden bestod af Wybo Veldman, Dick Joyce, John Hunter, Tony Hurt, Joe Earl, Trevor Coker, Gary Robertson og styrmand Simon Dickie. Newzealænderne sikrede sig guldmedaljen foran USA og Østtyskland, der fik henholdsvis sølv og bronze i en konkurrence, hvor der deltog i alt 15 lande. Fire år senere var han med i båden igen ved OL 1976 i Montreal, hvor det blev til en bronzemedalje.
Wilson vandt desuden to VM-bronzemedaljer i otter, ved henholdsvis VM 1974 i Luzern og VM 1975 i Nottingham.

## OL-medaljer
- 1972:  Guld i otter
- 1976:  Bronze i otter